# Schlacht bei Dürnstein
Die Schlacht bei Dürnstein (auch bekannt als Schlacht bei Loiben) war eine Schlacht des Dritten Koalitionskrieges der Napoleonischen Kriege. Sie fand am 11. November 1805 (drei Wochen nach der Schlacht von Ulm und drei Wochen vor der Schlacht bei Austerlitz) in Loiben (heute Teil von Dürnstein in der Wachau) statt.
Kap Finisterre – Wertingen – Günzburg – Haslach-Jungingen – Elchingen – Ulm – Trafalgar – Caldiero – Mehrbach – Lambach – Bodenbühl – Steyr – Amstetten – Mariazell – St. Pölten – Kap Ortegal – Dürnstein – Schöngrabern – Wischau (Vyškov) – Austerlitz – San Domingo

## Nach der Schlacht von Ulm
Nach der Schlacht von Ulm marschierte der Großteil der französischen Truppen südlich der Donau in Richtung Wien. Sie wollten die alliierten Truppen vor deren Eintreffen in Wien und vor der Vereinigung mit der 2. und 3. russischen Armee zur Schlacht stellen. Einige Korps sicherten den Vormarsch gegen die Italienarmee. Das neu aufgestellte Korps Mortier sollte die linke Flanke decken.
Als General Mack am 17. Oktober 1805 in Ulm kapitulierte, bedeutete dies praktisch das Ende der österreichischen Armee in Deutschland. Nur wenige Truppen konnten entkommen: Franz Jelačić konnte sich mit seinem Korps nach Vorarlberg zurückziehen. Erzherzog Ferdinand-Karl rückte mit zwölf Eskadronen Kavallerie nach Böhmen ab. Feldmarschalleutnant Kienmayer zog sich mit seinem Korps über München in das Innviertel zurück, um sich dort mit den Russen zu vereinigen.
Die erste russische Armee unter General Michail Illarionowitsch Kutusow erreichte vom 12. bis 22. Oktober Braunau. Zu ihren 46.000 Mann kam noch das zurückweichende Korps Kienmayer. Da ein Angriff nicht möglich und die Stellung am Inn nicht haltbar war, begann am 25. Oktober der Rückzug. Am 4. November wurde auch die Ennslinie aufgegeben. Am 5. November fand ein erfolgreiches Rückzugsgefecht in Amstetten statt. Am 7. November trafen die Russen in St. Pölten ein. Am 9. November überschritt Kutusow die Steiner Brücke, die sofort danach zerstört wurde. An ein Halten des Brückenkopfes in Mautern war nicht zu denken.

## Das Korps Mortier
Am 6. November wurde Marschall Mortier Kommandant des nach ihm benannten Korps. Dieses bestand aus:
- Division Gazan (2. Division des V. Korps)
- Division Dupont (1. Division des VI. Korps)
- Division Dumonceau (Batavische Division = 3. Division des II. Korps)
- Dragonerdivision Klein
- Donauflottille von 14 Schiffen unter dem Kommando von Fregattenkapitän Lostanges.

Die Division Gazan befand sich in diesem Zeitpunkt in Urfahr, wo sie die Linzer Donaubrücke überschritten hatte. Die Division Dupont und die Division Dumonceau befanden sich in Passau. Die Dragonerdivision operierte unabhängig von dem Korps.
Am 9. November stand der Großteil der Division Gazans in Marbach an der Donau. Die Dragonerdivision Klein schwenkte nach Norden in Richtung Zwettl; nur ein Regiment unter Oberst Watier verblieb unter Mortiers Kommando. Die Divisionen Dupont und Dumonceau folgten im Abstand von ungefähr einem Tag. Mortier, der mit Gazan vorrückte, erfuhr noch am 9. November vom russischen Donauübergang.
Zur Beschleunigung des Vormarsches wurde am 10. November die Artillerie und Teile der Mannschaft auf Schiffe verladen und bis Spitz an der Donau gebracht. Die Division Gazan erreichte am Abend des 10. Weißenkirchen. Die Vorhut unter General Graindorge erreichte Dürnstein und traf dort auf Russen. In der Annahme, es handle sich nur um deren Nachhut, beschloss Mortier den Angriff, ohne auf die anderen Divisionen zu warten.

## Topographie

Schlachtfeld von 1805

Das Donautal zwischen Linz und Krems ist durch enge Täler geprägt. Insbesondere die Wachau zwischen Melk und Krems ist ein enges Durchbruchtal.
Das Schlachtfeld liegt in einem Talkessel, begrenzt von zwei Engstellen bei Dürnstein und Rothenhof; es ist umgeben von steil abfallenden Bergen auf der einen und der Donau auf der anderen Seite. 1805 führte die Straße von Dürnstein in der Mitte des Tales, ohne die beiden Loiben zu berühren. Das Tal war mit Weingärten bepflanzt. Diese waren mit Steinmauern umsäumt, die für Fuhrwerke und Artillerie ein Hindernis darstellten. Die Wege waren bereits vereist.

## Vorabend der Schlacht

### Aufmarsch der Franzosen
Die französische Vorhut erreichte Dürnstein am Mittag des 10. November. Es gelang ihr, die hier stehenden russischen Vorposten bis nach Stein an der Donau zu vertreiben. Sie nahmen Förthof ein und konnten auf den Weingärten oberhalb von Stein Posten beziehen. Nach einem Gegenangriff mussten sie sich jedoch bis Rothenhof zurückziehen. Doch war die ganze Loibner Ebene in ihrer Hand.
Die Truppen lagerten in Oberloiben, von der Donau bis zum Höhereckerberg. Eine Reserve nächtigte beim Wadstein (hinter Dürnstein). Mortier bezog in Dürnstein Quartier, wo sich auch ein Lazarett befand. Vorhuten lagen am Pfaffenberg und in Rothenhof.
Die nachrückende Division Dupont stand in Marbach an der Donau, die Division Dumoncau knapp dahinter.

### Vorbereitungen der Alliierten
Am 6. November stieß Feldmarschallleutnant von Schmitt als Vertrauter des Kaisers Franz II. zum Stab des General Kutusow. Der bereits pensionierte Schmitt wurde nach der Katastrophe von Ulm aus der Pension zurückgerufen. Erwähnenswert, da vermutlich die Schlacht entscheidend, sind seine topographischen Kenntnisse, die er sich bei der Vermessung von Böhmen erworben hatte.
Nach den Vorgefechten des 10. November hielt Kutusow am Abend einen Kriegsrat ab, dem neben der russischen Generalität, den österreichischen Generalen Schmitt, Hohenlohe und Nostitz auch der Kremser Kreishauptmann Stiebar wegen seiner Ortskenntnis beiwohnte. Auf Vorschlag Schmitts wurde beschlossen, die Division Gazan durch einen frontalen Angriff in der Ebene von Loiben zu fesseln und ihr gleichzeitig durch eine Umgehung über Scheibenhof den Rückzug und die Verbindung zu den nachrückenden Divisionen abzuschneiden.
Der Schlachtplan sah folgende Schritte vor:
- General Miloradowitsch sollte mit 6 Bataillonen, 2 Eskadronen und 4 Geschützen von Stein aus in Richtung Loiben angreifen und so den Feind in der Ebene binden.
- General Dochturow sollte mit 16 Bataillonen, 2 Eskadronen und 2 Geschützen nach Mitternacht in Krems aufbrechen und über Egelsee nach Scheibenhof marschieren. Von dort sollte eine Kolonne auf Dürnstein und eine zweite nach Weißenkirchen marschieren.
- Brigadegeneral Stryk sollte mit 5 Bataillonen bis Egelsee marschieren und von dort den Franzosen in die Flanke zu fallen.
- Brigadegeneral Bagration sollte mit 11 Bataillonen und 20 Eskadronen die Straße nach Zwettl beobachten.
- General Essen sollte mit 7 Bataillonen und 11 Eskadronen als Reserve in Stein verbleiben.
- Feldmarschalleutnant Schmitt sollte die Kolonne Dochtorow begleiten.
- Die zwischen Krems und Stein postierte Artillerie war gegen die Flottille einzusetzen.

## Schlachtverlauf

### Kämpfe in der Ebene
Um 7.00 Uhr trat Miloradowitsch zum Angriff in Richtung Rothenhof an. Da in Rothenhof und Unterloiben nur schwache Vorposten standen, kamen seine Truppen schnell voran. Der linke Flügel erreichte um 8.00 Uhr Unterloiben, wo vier Kanonen postiert wurden. Der rechte Flügel kam durch die Weingärten langsamer voran, außerdem hatten sich die Franzosen am Loibenberg verschanzt und konnten diesen halten. Es gelang den Alliierten jedoch, Oberloiben zu nehmen.
Um 11.00 Uhr startete Mortier den Gegenangriff mit allen verfügbaren Kräften, außer einer kleinen Reserve in Dürnstein. Rasch wurden Ober- und Unterloiben genommen. Die Stellung der Alliierten unterhalb des Loibenberges konnte sich zwar länger halten, doch musste auch sie sich zurückziehen.
Die Franzosen standen eine Stunde später in Förthof vor den Toren Steins und begannen, in den Weinbergen oberhalb der Stadt Stellung zu beziehen. Sie wurden jedoch von Stryk, der hinter dem Zeitplan zurück war, zurückgedrängt.
Um 13.00 Uhr begann ein neuerlicher Vorstoß der Alliierten. Gegen 16.00 Uhr standen die Franzosen auf der Linie Höhereckberg – Donau.

### Operationen der Umgehungskolonne
Die Kolonne Dochturow marschierte unter der Führung des ortskundigen Jägers Andreas Bayer nach Egelsee, wo sie erst gegen 5 Uhr ankamen, da die Wege zu schmal waren. Für den Weitermarsch teilten sie sich in drei Kolonnen, der Abmarsch verzögerte sich jedoch.
General Gerhardt marschierte um ca. 8.00 Uhr nach Scheibenhof ab. Nach Lageerkundigungen und einigen Scharmützeln konnte er Miloradowitsch erst um 15.00 Uhr beim Angriff durch eine Attacke auf die französische Flanke unterstützen.
Dochturow marschierte um 10.00 Uhr über Scheibenhof und das Pfaffental zur Donau bei Wadstein. Um 15.30 Uhr wandte sich die Kolonne in Richtung Dürnstein, das genommen wurde. Die Hauptgruppe wurde durch Kämpfe mit der Division Dupont gebunden. Verstärkt durch Teile der Gruppe Schmitt gelang es, die Franzosen zurückzuwerfen, die auf der Anhöhe hinter dem Heudürrgraben eine Front errichteten.
Die Gruppe Schmitt marschierte ungefähr zeitgleich mit Dochturow über das Renner-Kreuz nach Resch (heute Dürnsteiner Waldhütten). Infolge der fortgeschrittenen Stunde erfolgte ein Abstieg durch den Heudürrgraben, wo man gegen 17.00 Uhr zwischen die Fronten gelangte. Die hereinbrechende Dunkelheit verstärkte die Verwirrung noch, was schwere Verluste forderte. Auch Schmitt fiel.
Um 19.00 Uhr zogen sich die Franzosen nach Weißenkirchen zurück. Dort bezogen sie bei der Ried Achleiten Stellung.

### Ende der Gefechte in der Loibner Ebene
In seiner Stellung am Höhereckberg hoffte um 16.00 Uhr Mortier auf die Verstärkung durch die Division Dupont.
Nach der Einnahme Dürnsteins durch die Alliierten war ihm der Rückzug abgeschnitten. Ein Gegenschlag schlug fehl. Als Mortier von der Bedrohung durch General Gerhardt von Neudeck erfuhr, drohte die Einkesselung.
Als einziger Ausweg blieb ein Rückzug über die Donau, mit der zwischen Dürnstein und Oberloiben liegenden Donauflottille.
General Gazan konnte mit einem kleinen Teil der Kavallerie, nachdem er bis zuletzt die Stellung auf dem Höhereckberg gehalten hatte, im Schutze der Dunkelheit über die von den Russen unbesetzt gelassene Schlossruine nach Scheibenhof und von dort nach Spitz entkommen. Eine größere Gruppe von Franzosen musste die Waffen strecken.

## Verluste

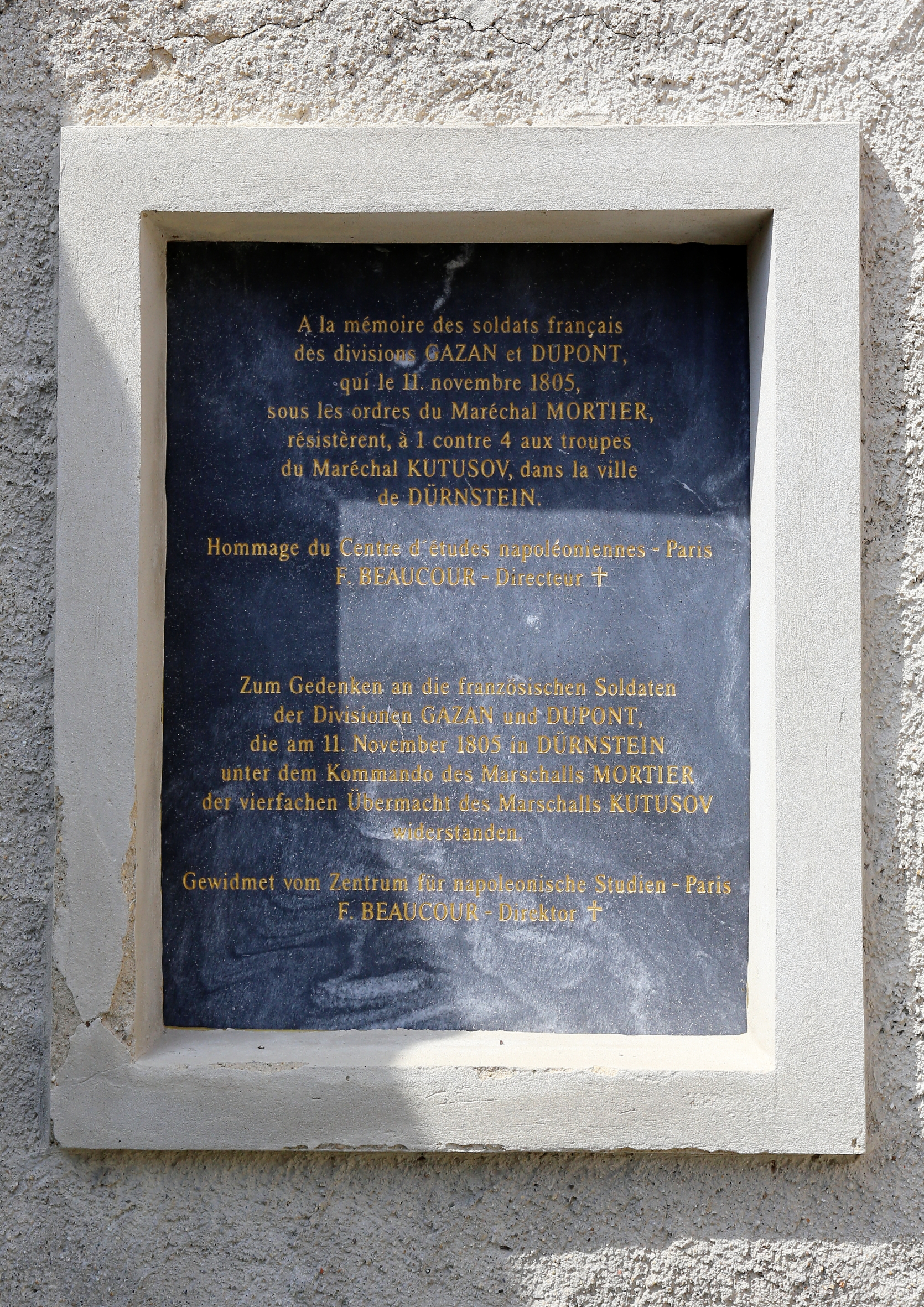
Gedenktafel im Ortszentrum von Dürnstein zu Ehren der französischen Soldaten

Besonders hohen Blutzoll forderte die Schlacht von der Division Gazan, von ihren 6.000 Mann konnten nur 1.000 Mann auf das rechte Donauufer entkommen. Ca. 900 Mann gerieten in Gefangenschaft, somit dürften 4.000 Mann gefallen sein. Die französischen Verluste am Wadstein waren geringer. Sie werden mit 21 Toten und 85 Verwundeten angegeben. Allerdings dürften die Franzosen bemüht gewesen sein, die Verlustzahlen geringer darzustellen, als sie tatsächlich waren, um die Moral der Truppe nicht zu gefährden. Nach Bodart verloren die Franzosen auch zwei Adler: 4. Infanterieregiment und 4. Dragonerregiment.
Noch ungenauer waren die russischen Verlustangaben. Ihr Gesamtverlust kann mit 4.000 Mann angenommen werden, davon 1.500 Verwundete.
Schwere Verluste erlitten die betroffenen Ortschaften, besonders Ober- und Unterloiben, aber auch Dürnstein, Stein und Krems. Die beiden Loiben wurden von Franzosen, vor allem aber von den Russen geplündert. Krems und Stein mussten die Last der Einquartierungen und die Unterbringung der Verwundeten tragen.

## Beurteilung des Gefechtes und Auswirkungen auf den Feldzug
Nachdem er in der Nacht nach der Schlacht zur Division Dupont in Weißenkirchen gestoßen war, setzte Mortier am 12. November bei Spitz über die Donau und bezog in Oberarnsdorf Quartier. Als Napoleon in St. Pölten die Nachricht von der Schlacht erhielt, unterbrach er den Vormarsch auf Wien, bis er Klarheit über die Lage hatte.
Die Divisionen Gazan und Dupont wurden am 18. November nach Wien verlegt. Die Division Dumonceau sollte die Wachau sichern. Das Korps Mortier bestand noch bis Anfang Dezember. Am 9. Dezember übernahm Mortiers in der Nachfolge Lannes das V. Korps bis zu dessen Auflösung.
Kutusow konnte nach dem Gefecht seinen von wochenlangen Märschen übermüdeten Truppen am 12. November einen Ruhetag gönnen. An ein Halten der Stellung war jedoch nicht zu denken. In Zwettl stand die französische Division Klein, Tulln und die Donauinsel Trübensee waren in französischer Hand. Am 13. November brach die Armee daher in Richtung Znaim auf.
Auch wenn das Bulletin der Großen Armee vom 12. und 14. November 1805 von einem französischen Sieg sprach, wurde bald auch in französischen Darstellungen von einer Niederlage Mortiers gesprochen. Für die Alliierten stellte das Gefecht den einzigen Erfolg des Feldzuges dar, denn sie behaupteten das Feld und zerrieben eine französische Division.
Auch wenn die Niederlage von Dürnstein für Napoleon keine dauernden Nachteile mit sich brachte, so zeigen doch die ausgegebenen Bulletins, dass man mit allen Mitteln versuchte, die Niederlage zu verschleiern. Am 14. November ordnete Napoleon an, die besonders schwer verwundeten Russen von Krems nach Wien zu bringen, um die Stadt von der schweren russischen Niederlage zu überzeugen.
General Kutusow wurde am 14. November 1805 mit dem Großkreuz des Militär-Maria-Theresien-Ordens ausgezeichnet.
General Gazan erhielt das Großkreuz der Ehrenlegion.

## Nachwirkungen, Trivia
Noch heute lebt in der Wachau die Erinnerung an das blutige Gefecht weiter. An zahlreichen Häusern in Unterloiben sind eingemauerte Kanonenkugeln zu sehen. An der Kirche St. Quirin befindet sich eine Gedenktafel. Weiters erinnern eine Reihe von Namen von Örtlichkeiten (Franzosengraben, Russengrab) an die Kriegsereignisse.
Dem gefallenen Feldmarschallleutnant Heinrich von Schmitt, dessen Grabstätte niemals gefunden worden ist, wurde im Jahr 1811 im Kremser Stadtpark ein Denkmal errichtet.
Dem Kreishauptmann Freiherrn von Stiebar wurde im Hof der Kremser Bezirkshauptmannschaft ein Denkmal errichtet.
Im Kremser Weinstadtmuseum finden sich einige Fundstücke der Schlacht.

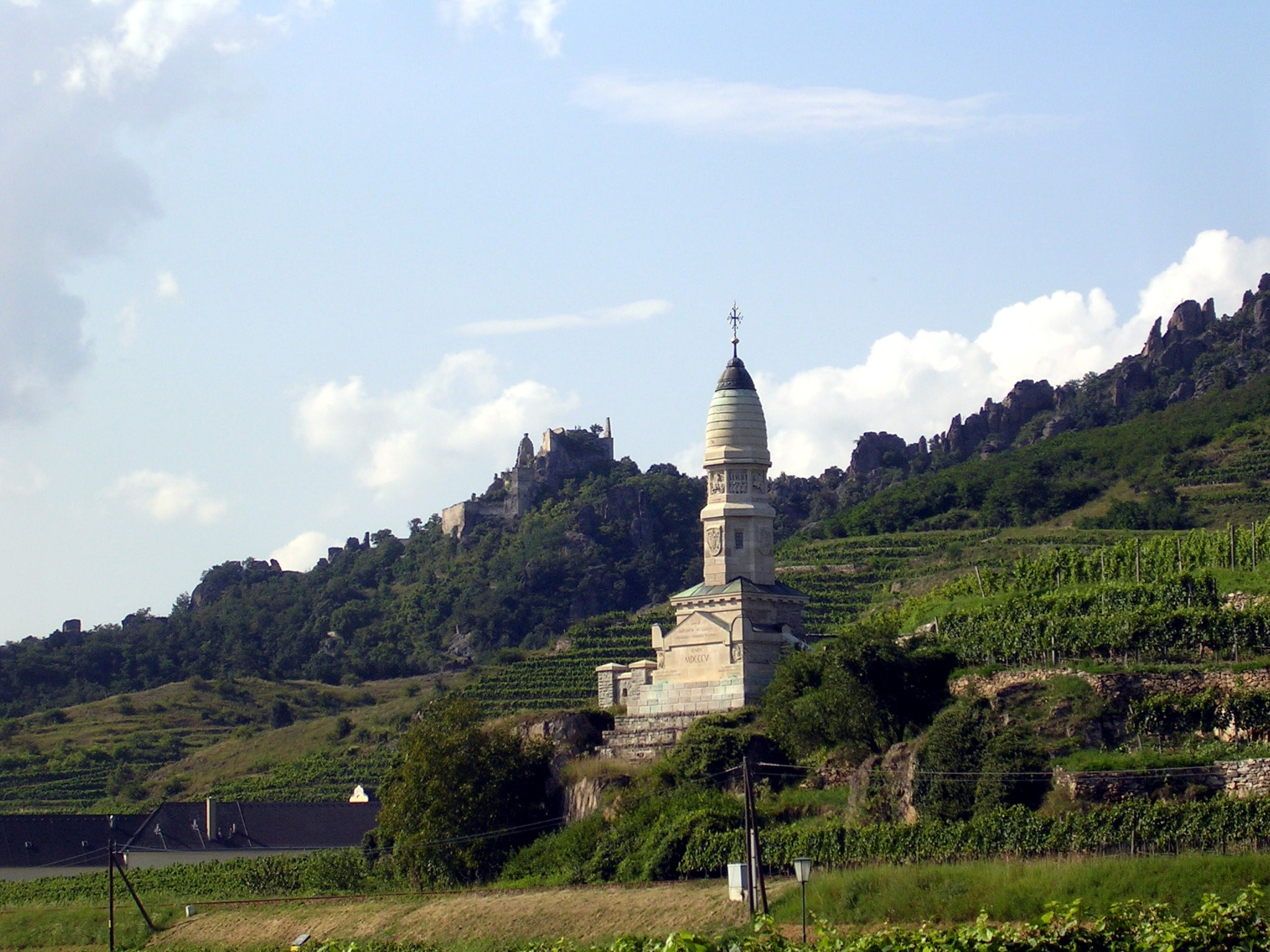
Das Denkmal von Schachner

Auf dem Schlachtfeld wurde ein Denkmal nach dem Entwurf von Baurat Friedrich Schachner aus Wien aufgestellt. Es wurde auf dem äußersten Vorsprung des Höhereckberges, der letzten Stellung von General Gazan errichtet. Im Unterbau befindet sich eine Kapelle und ein Ossarium. Im Oberteil, der die Form einer Patrone hat, sind Mortier, Kutusow, Schmitt und der Jäger Bayer in Reliefs dargestellt. Inschriften in deutscher, französischer und russischer Sprache erinnern an die Kämpfe. Am 27. Juni 1905 wurde es eröffnet.
In Dürnstein findet sich eine Inschrift für den Jäger Andreas Bayer und für die Divisionen Gazan und Dupont.
Am Arc de Triomphe in Paris ist „Durrenstein“ als französischer Sieg verzeichnet. In Tolstojs Roman „Krieg und Frieden“ sind die Ereignisse von Dürnstein in die Erzählung über den Feldzug von 1805 einbezogen.
Zahlreiche Sagen in der Wachau befassen sich mit den Geschehnissen der Napoleonischen Kriege und der Schlacht von Dürnstein. So z. B. „Die Franzosen nehmen Rache“. Keine Quelle konnte zur Mär, dass die Donau erst durch die französischen Uniformen blau gefärbt wurde, gefunden werden.